# Ново назначение
„Ново назначение“ е роман на Александър Бек и едно от най-важните му произведения. Завършен е през 1964 година и въпреки че е приет за печат, по-късно е спрян. Публикуван е за първи път (отделни глави) в ГФР. В СССР е публикуван за първи път през 1986 година, след смъртта на автора си. Прототип на главния герой е Иван Тивосян, заемащ по времето на Сталин длъжността министър на металургичната промишленост и черната металургия. Главният герой става въплъщение на образа на ръководител от времето на сталинизма. На основата на анализ на романа се въвежда понятието административно-командна система.

## Сюжет
Действието се развива в СССР през 1956 – 1957 година в продължение на няколко месеца. Извършва се масова смяна на кадри. Главният герой Александър Онисимов, председател на комитет по металургия, го привеждат на нова работа – посланик в европейска държава. Онисимов се връща в миналото и прави равносметка на живота си. В това са и срещите със Сталин и Берия, и репресиите, включително на негови близки и винаги той твърдо остава на поста си.

## История на романа
Биографията на главния герой по много си прилича с тази на прототипа си и когато след утвърждаване на печатането му писателят го дава за четене на свои познати, вдовицата на Тевосян също го прочита и прави всичко възможно да бъде спряно печатането. Висшите кадри в областта на металургията успяват да го спрат. Въпреки че романа след това е преработван многократно, яростното му отричане от кадрите на системата успява да го спре, без това да е истински дисидентско произведение. В крайна сметка именно административно-командната система проявява своята сила и решението за спирането на романа се взема от човек, който не го е чел, но заема най-висшия пост в системата. През 1972 година Александър Бек умира. Романа след дълга борба е публикуван по време на перестройката през 1986 година и става явление в обществения живот.

## Значение
Един талантлив писател като Александър Бек реалистично пресъздава отношенията в обществото в условията на сталинизма, опитите на Никита Хрушчов да направи промени в системата, борбата на цялата номенклатура против промените и за статуквото. Показани са както начина на налагане на решенията в индустрията, така и привилегиите, които висшите кадри ползват и с това напълно се откъсват от реалния живот на хората.